# Bank of America Stadium
O Bank of America Stadium é um estádio localizado em Charlotte, Carolina do Norte. É a casa do Carolina Panthers da National Football League e futura casa do Charlotte Football Club, da Major League Soccer.
O Bank of America é um dos estádios mais antigos da NFL. 21 dos 31 estádios atuais foram construídos ou sofreram grandes renovações após a construção do Bank of America Stadium, ao longo do final da década de 1990 e início dos anos 2000.

## História

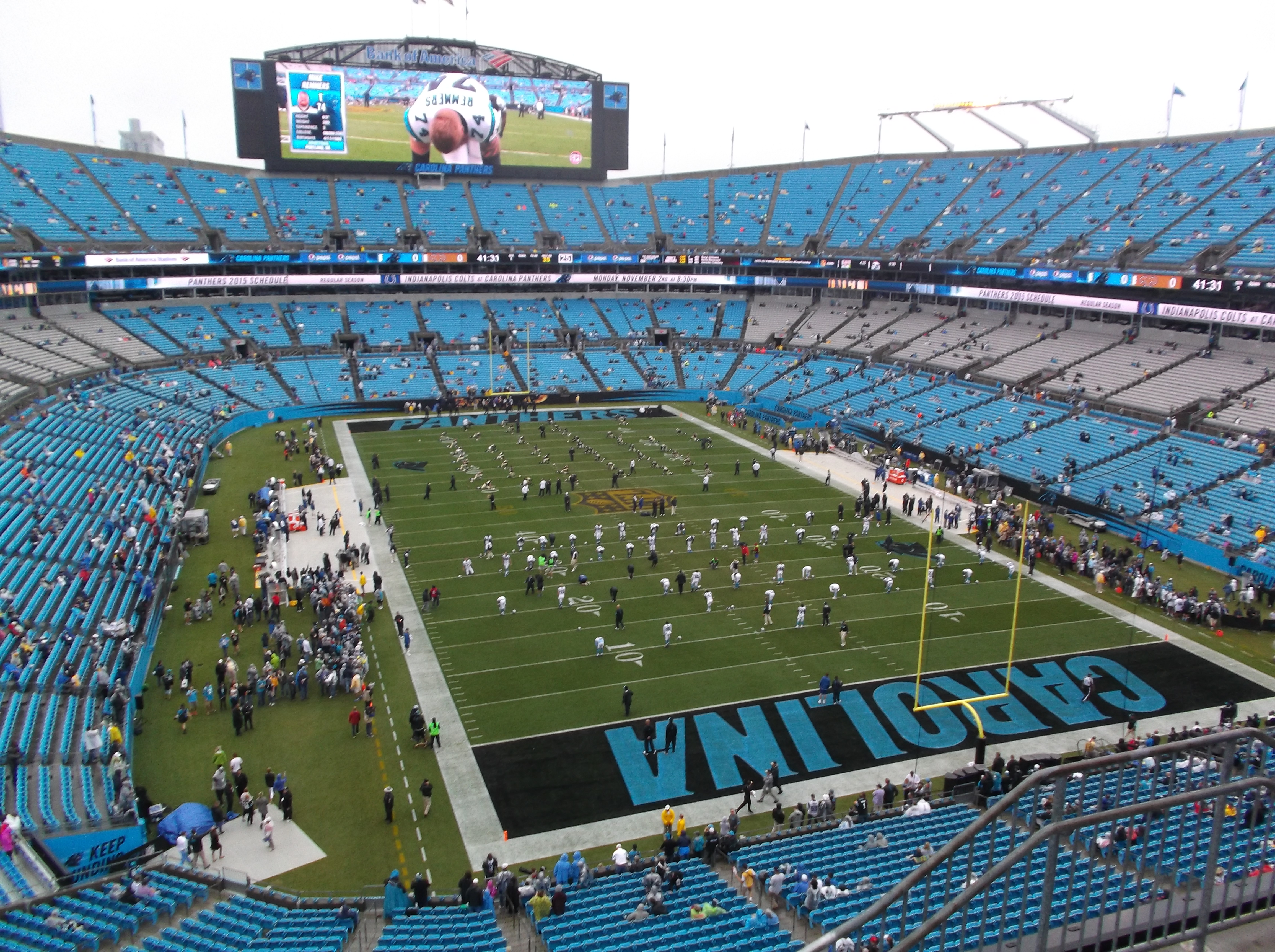
Interior do estádio.

Começou a ser construído em 1993, sendo inaugurado em 14 de Setembro de 1996 (com o nome de Ericsson Stadium) com capacidade para 73.298 torcedores.
A empresa de comunicações sueca Ericsson deu o nome ao estádio de 1996 até 2004. Em 2004, o clube assinou com o Bank of America um contrato pelo nome do estádio por 20 anos.
Nos dias 9 e 11 de novembro de 1996, o cantor Michael Jackson fez um show da HIStory World Tour.
Recebeu duas partidas da Copa América de 2024 e será uma das sedes do Mundial de Clubes FIFA de 2025.